# Фёдоровский (Доволенский район)
Фёдоровский — упразднённый посёлок в Доволенском районе Новосибирской области России. На момент упразднения входил в состав Согорнского сельсовета. Исключен из учётных данных в 1979 году.

## География
Располагался на юге района, южнее местной дороги «Согорное — Брянский», в 10 км к юго-западу от окраины села Согорное.

## История
Посёлок был основан в 1912 году. В 1928 году состоял из 63 хозяйств. В административном отношении входил в состав Согорнского сельсовета Индерского района Новосибирского округа Сибирского края.
С 1951 по 1960 год в составе Травинского сельсовета.
Решением Новосибирского облисполкома от 25.05.1979 году № 341 посёлок исключен из учётных данных.

## Население
По переписи 1926 г. в посёлке проживало 324 человека (156 мужчин и 168 женщин), основное население — украинцы.